# Trận Skalitz
Trận Skalitz là một trận đánh trong cuộc Chiến tranh Bảy tuần, diễn ra vào ngày 28 tháng 6 năm 1866. Trong trận chiến này, quân đoàn số 5 của vương quốc Phổ do tướng Karl von Steinmetz chỉ huy đã đánh lùi cuộc tiến công của quân đoàn số 8 của đế quốc Áo Đại Công tước Leopold chỉ huy. Với thắng lợi quyết định này, quân đội Phổ đã làm chủ được thị trấn Skalitz. Quân đội Áo bị thiệt hại nặng nề trong một trong những cuộc thất trận thảm hại liên tiếp của họ trong cuộc Chiến tranh Bảy tuần. Đồng thời, chiến thắng vang dội ở Skalitz của Steinmetz đã góp phần khiến cho binh đoàn thứ hai của Phổ do Thái tử Friedrich Wilhelm chỉ huy thoát được ra khỏi đường hẻm, tạo điều kiện cho thành công của kế hoạch chiến tranh của người Phổ. Cùng với chiến thắng Nachod, thắng lợi tại Skalitz cũng tạo nên tiếng vang của tướng Steinmetz.
Sau khi bị Steinmetz và quân đoàn số 5 của ông đánh bại trong trận Nachod vào ngày 27 tháng 6 năm 1866, tướng Ramming – tư lệnh quân đoàn số 6 của Áo – đã triệt thoái về Skalitz. Quân giới Ludwig von Benedeck đã ra lệnh cho quân đoàn số 8 của Áo tiến đến Skalitz. Về phía Phổ, Steinmetz đã quyết định xuất quân, trong khi quân đoàn số 8 của Áo đã thế chỗ quân đoàn số 6 tại Skalitz để đánh đuổi quân Phổ. Quân đội Áo đã chiếm giữ một vị trí vững chãi tại Skalitz và có quân số áp đảo đối phương, tuy nhiên họ đã sớm mất mọi hy vọng tấn công, và buộc phải tiến hành phòng ngự mạnh mẽ ở phía trước Skalitz, trên đoạn đường và đường ray xe lửa. Trận chiến diễn ra theo thế cù cưa cho đến khi các đoàn quân hùng mạnh hơn, được trang bị tốt hơn của Phổ giành thế thượng phong trước đối phương. Ở hướng bắc, một số trung đoàn và 3 khẩu đội pháo của Phổ đã thực hiện bước tiến của mình, trung đoàn của nhà vua nước Phổ đã vượt qua làn đạn khốc liệt của lực lượng pháo binh Áo và chiếm được khu rừng ở phía nam thị trấn. Trung đoàn của vua Phổ cũng cầm cự được trước các cuộc tiến công của quân Áo trước khi được 4 trung đoàn khác tăng viện. Sau đó, các lực lượng Phổ đã công kích Skalitz, chiếm đoạt vị trí của quân Áo. Leopold buộc rút chạy về một vị trí vững mạnh đằng sau sông Aupa, nơi ông dự định án ngữ với sự hỗ trợ của pháo binh. Tuy nhiên, quân đội Phổ đã chiếm được vị trí này và bắt giữ nhiều tù binh Áo: quân Phổ đã chiếm được hẻm núi sông Aupa. Với hỏa lực mạnh mẽ của mình, thiệt hại của quân Phổ nhẹ nhàng hơn hẳn so với đối phương, và họ cũng thu giữ một số khẩu pháo của quân Áo.
Trong trận thua tại Skalitz, Đại Công tước Leopold được cho là đã bất tuân theo thượng lệnh của Benedeck vốn không yêu cầu tấn công quân đội Phổ (theo đó Leopold chỉ phải rút lui dần dần cho đến khi được tăng viện). Ngoài ra, lòng dũng cảm của các chỉ huy và binh lính Phổ cũng được ghi nhận là đã làm nên chiến thắng này. Họ đã chiếm được một vị trí rất thuận lợi, mà từ đó họ không thể bị đánh bật. Theo một nhà sử học quân sự, thắng lợi này thực sự đã định đoạt chiến dịch cho người Phổ. Trận chiến tại Skalitz, cùng với trận Schweinschädel vào ngày hôm sau (29 tháng 6), đã tạo điều kiện cho Thái tử Friedrich tập trung binh lực của mình ở bờ trái sông Elbe.